# Pseudotropheus flavus
Pseudotropheus flavus är en fiskart som beskrevs av Stauffer, 1988. Pseudotropheus flavus ingår i släktet Pseudotropheus och familjen Cichlidae. IUCN kategoriserar arten globalt som sårbar. Inga underarter finns listade i Catalogue of Life.